# Chris Terkelsen
Chris Risbjerg Terkelsen, född den 16 februari 1972, är en dansk orienterare som ingick i stafettlaget som vann VM 1997, vid VM 2005 tog han silver på medeldistansen. Terkelsen har utöver detta även ett EM-silver och ett JVM-silver.